# Rosemount (Minnesota)
Rosemount es una ciudad ubicada en el condado de Dakota en el estado estadounidense de Minnesota. En el Censo de 2020 tenía una población de 25,650 habitantes y una densidad poblacional de 297.85 personas por km².

## Geografía
Rosemount se encuentra ubicada en las coordenadas 44°44′46″N 93°4′11″O / 44.74611, -93.06972. Según la Oficina del Censo de los Estados Unidos, Rosemount tiene una superficie total de 91.2 km², de la cual 86.03 km² corresponden a tierra firme y (5.66%) 5.16 km² es agua.

## Demografía
Según el censo de 2010, había 21874 personas residiendo en Rosemount. La densidad de población era de 239,86 hab./km². De los 21874 habitantes, Rosemount estaba compuesto por el 87.35% blancos, el 3.05% eran afroamericanos, el 0.38% eran amerindios, el 5.57% eran asiáticos, el 0.03% eran isleños del Pacífico, el 1.07% eran de otras razas y el 2.56% pertenecían a dos o más razas. Del total de la población el 3.14% eran hispanos o latinos de cualquier raza.